# Не будите спящую собаку (фильм, 1991)
«Не буди́те спя́щую соба́ку» — советский художественный двухсерийный фильм 1991 года, авантюрная комедия. Название фильма перекликается с английской поговоркой — Let sleeping dogs lie, которая примерно по смыслу соответствует русскому не буди лихо, пока оно тихо.

## Краткое содержание
В фильме показывается одна и та же криминальная история, но с двух точек зрения. Действие происходит в Москве и Ялте летом 1990 года.
Сотрудник похоронной конторы и крупный расхититель социалистической собственности Вадим Алексеевич наслаждается законным трудовым отпуском в Ялте, где знакомится с очаровательной сотрудницей парикмахерской (на момент знакомства представилась как «дочь прокурора республики») Адой. По возвращении в Москву Вадим Алексеевич обнаруживает, что дверь его квартиры опечатана прокуратурой, а в почтовом ящике повестка. Чтобы остановить возможно начатое против него уголовное дело, Вадим готов заплатить взятку. Среди близких знакомых его любовницы Ады как раз обнаруживается референт министра, который готов уладить проблему. Для этого Вадиму Алексеевичу приходится расстаться со всей незаконно нажитой наличностью.
Вторая серия повествует о крупном мошенничестве, организованном рецидивистом Чибисом, только покинувшем места заключения, и аферистом Гришей. Задача была найти подпольного миллионера (Вадима Алексеевича), после чего к нему применили метод, близкий тому, что Остап Бендер использовал против Корейко.
Вся эта преступная компания не предполагала, что давно находится под наблюдением милиции, которая только и ждала, когда наконец на свет появится дипломат, набитый купюрами.

## В ролях
| Актёр               | Роль                                                |
| ------------------- | --------------------------------------------------- |
| Алексей Жарков      | референт министра Чибис / Олег Евгеньевич           |
| Виктор Павлов       | Вадим Алексеевич Фуфачёв                            |
| Елена Попова        | Ада Никитична                                       |
| Владимир Этуш       | Григорий Матвеевич Живоглаз                         |
| Эммануил Виторган   | следователь Борис Васильевич Зотов                  |
| Игорь Кашинцев      | директор похоронной конторы Пётр Романович Пинчуков |
| Владимир Сошальский | актёр-«министр»                                     |

## Съёмочная группа
- Автор сценария: Владимир Кузнецов
- Режиссёр: Анатолий Бобровский
- Оператор: Анатолий Мукасей
- Художник-постановщик: Георгий Колганов
- Композитор: Исаак Шварц
- Продюсер: Исмаил Таги-Заде